# Juan Fernández Martín
Juan Fernández Martín (Alhama de Granada, 5 de gener de 1957) va ser un ciclista espanyol, que va ser professional entre 1979 i 1988.
Durant la seva carrera professional aconseguí 50 victòries, destacant les tres medalles de bronze aconseguides al Campionat del món en carretera, quatre etapes de la Volta a Espanya i una al Giro d'Itàlia. Es retirà del ciclisme professional després de la temporada de 1988 quan va esdevenir director esportiu de l'equip CLAS-Cajastur. Com a director ha guanyat nombrosos títols de la mà, entre d'altres, de Tony Rominger, Fernando Escartín i Ángel Casero.

## Equips dirigits
- 1989-1993. CLAS
- 1994-1996. Mapei
- 1999-2001. Festina
- 2002. Team Coast
- 2005–2006. Phonak

## Palmarès
- 1978
  - 1r a la Prova de Legazpi
- 1979
  - 1r al Gran Premi Navarra
  - Vencedor d'una etapa dels Tres Dies de Leganés
- 1980
  -  Campió d'Espanya de ciclisme en ruta
  - 1r al Gran Premi Navarra
  - 1r al Gran Premi de Primavera
  - 1r a la Challenge Costa de Azahar i vencedor de 2 etapes
  - 1r de la classificació de la muntanya de la Volta a Espanya 
  - Vencedor d'una etapa del Giro d'Itàlia
  - Vencedor de 2 etapes de la Volta a Catalunya
  - Vencedor d'una etapa de la Volta a Astúries
  - Vencedor d'una etapa de la Volta a Castella

| - 1981 - 1r al Memorial Manuel Galera - 1r al Gran Premi Pascuas - Vencedor d'una etapa de la Volta a Espanya - Vencedor de 2 etapes de la Volta a Euskadi - Vencedor d'una etapa de la Volta a Alemanya - Vencedor d'una etapa de la Volta a Aragó - Vencedor d'una etapa de la Volta a La Rioja - Vencedor d'una etapa de la Volta de les Tres Províncies - Vencedor d'una etapa de la Vuelta a los Valles Mineros - 1982 - Vencedor d'una etapa de la Volta a Espanya - Vencedor d'una etapa de la Volta de les Tres Províncies - Vencedor d'una etapa de la Volta a Astúries - Vencedor d'una etapa de la Volta a La Rioja - Vencedor de 2 etapes de la Volta a Castella | - 1983 - 1r al Gran Premi Navarra - 1r al Gran Premi de Primavera - Vencedor d'una etapa de la Volta a Espanya - Vencedor d'una etapa de la Volta a Euskadi - Vencedor de 2 etapes de la Challenge Costa de Azahar - 1985 - 1r a la Clásica de los Puertos - Vencedor d'una etapa de la Volta a Cantàbria - Vencedor d'una etapa de la Volta a Astúries - 1986 - Vencedor d'una etapa de la Volta a Catalunya - 1987 - Vencedor d'una etapa de la Volta a Espanya - 1988 - Campió d'Espanya de ciclisme en ruta |

### Resultats a la Volta a Espanya
- 1980. 16è de la classificació general. 1r del Gran Premi de la Muntanya
- 1981. Abandona. (18a etapa) Vencedor d'una etapa
- 1982. 20è de la classificació general. Vencedor d'una etapa
- 1983. Abandona. (14a etapa) Vencedor d'una etapa
- 1984. Abandona (17a etapa)
- 1985. Abandona (11a etapa)
- 1986. Abandona (6a etapa)
- 1987. 70è de la classificació general. Vencedor d'una etapa
- 1988. Abandona

### Resultats al Giro d'Itàlia
- 1980. 24è de la classificació general. Vencedor d'una etapa
- 1982. 37è de la classificació general
- 1983. Abandona (8a etapa)
- 1984. 124è de la classificació general
- 1987. 94è de la classificació general
- 1988. Abandona (6a etapa)

### Resultats al Tour de França
- 1981. 50è de la classificació general
- 1985. Abandona (14a etapa)
- 1986. Abandona (17a etapa)